# Sitio de Lima
El sitio de Lima o cerco de Lima tuvo lugar entre el 10 y 26 de agosto de 1536, durante la conquista española del Tahuantinsuyo. Las fuerzas del soberano Manco Inca, dirigidas por su lugarteniente Quizu Yupanqui, cercaron la recién fundada Ciudad de los Reyes (Lima), defendida por un ejército español-indígena al mando de Francisco Pizarro. El objetivo de Manco Inca era evitar que Pizarro mandara refuerzos para romper el sitio del Cuzco.

## Desarrollo

### Avance de las fuerzas incas
La destrucción de las expediciones españolas fue obra de Quizu Yupanqui, un experimentado general que había servido en los ejércitos de su hermano Huayna Cápac. Era tío de Manco Inca y, como hijo de Túpac Yupanqui, podía considerarse un príncipe, perteneciente a una de las panacas más importantes del Cuzco (Cápac Ayllu). Bajo las órdenes de Manco Inca, Quinzu Yupanqui se asentó en el valle de Jauja, donde dedicó tiempo a reclutar  el apoyo franco de los jefes huancas.
Era él quien había estudiado las tácticas que tanto daño habían causado los conquistadores españoles. Bajo su liderazgo, los ejércitos incas tuvieron cuidado de no asumir cargas de caballería y solo atacaron a los enemigos cuando el terreno estaba a su favor. Los lugares predilectos eran los desfiladeros, que permitían enterrar las columnas bajo masas de piedra arrojadas desde arriba, pero también los vados de los ríos, con los caballos impedidos de moverse, habían resultado ser puntos propicios.
Con una fuerza aproximada de 40 000 hombres, Quizu Yupanqui inició la marcha hacia Lima. Iba acompañado de los capitanes Illa Túpac y Puyo Vilca. Algunas crónicas mencionan también los nombres de otros capitanes, como Páucar Huamán, Yanqui Yupanqui, Hualpa Roca, Apu Siloalla y Allín Songo Inca. Sin embargo, Lima, estaba en la llanura y para atacarla habría sido necesario enfrentarse al enemigo en campo abierto. Quizu Yupanqui era consciente de esta dificultad y, en primer lugar, se preocupó por obtener la ventaja del número.
La fuerza inca avanzó sobre Lima en tres direcciones: por el camino del norte, los tarmas, atavillos, huánucos y huaylas (bajo mando de Puyu Huillca); por el sur, pasando por el adoratorio de Pachacámac, los angaraes, huancas, yauyos y chavircos (bajo mando de Illa Túpac). Y por el centro iba el mismo Quizu Yupanqui y Cama Cachi, príncipe de la sangre real, que había sido general de las tropas de Huáscar y actualmente lo era de Manco Inca I, al frente de los batallones cuzqueños.

### Primeros enfrentamientos en Lima
Quizu Yupanqui descendió de la sierra de Huarochirí, por el bello pueblo de Mama y acampó en las faldas del actual cerro San Cristóbal previamente capturado antes de entrar en Lima y destruida la cruz que allí se encontraba. 
Sitió Cama Cachi Huarochirí a los españoles que estaban destacados en esa parte del Valle del Rímac. "Duró el cerco 6 meses. Al fin de ellos se vieron los nuestros en tal aprieto que determinaron más bien morir peleando que perecer de hambre...
"Dióse la batalla en Huarochirí, principió la función luego que apareció el día. Estuvo hasta la tarde indecisa la victoria peleando valerosamente los de uno y otro campo...
"A este tiempo Juan Sánchez Falcón, natural de Trigueros (Huelva, Andalucía), matando al general Cama Cachi con un dardo que le disparó desde un alto barranco que servía de muro a los nuestros, decidió la contienda. Los indios con la muerte de su jefe desampararon el campo y los nuestros cantaron la victoria que los hubiera hecho felices, a no haberse ellos mismos formando su ruina dividiéndose en bandos y facciones..."
En Lima los vecinos españoles se refugiaron en el puerto a la espera de que los barcos los recojan para Panamá mientras los defendía Francisco Pizarro y unos mil soldados españoles, quienes se prepararon para la lucha, contaban, además, con el valioso apoyo de miles de indígenas aliados. A los españoles no les pareció real encontrarse con el enemigo en campo abierto y de inmediato salieron improvisando una carga aplastante. Sin embargo, algo había cambiado en la táctica inca porque, aunque abrumados, sus líneas no se interrumpieron y presionando con su masa obligaron a los jinetes a retirarse.
Una avanzada del ejército incaico trabó combate con un contingente español-indígena al mando de Pedro de Lerma, en el lecho seco del río Rímac. Los cuzqueños lograron matar un caballo y a un español y a herir a varios españoles; sin embargo, la lucha más recia se trabó entre las fuerzas indígenas rivales. Luego de la lucha, ambas fuerzas se retiraron a sus posiciones. Posteriormente, las fuerzas de Quizu Yupanqui ocuparon las pequeñas colinas circundantes y se dispusieron a fortificarlas con gran energía haciéndolas inexpugnables. De aquellas fortalezas improvisadas descendieron al valle para enfrentarse a los jinetes españoles, pero no en masa, sino en pequeños escuadrones que se enfrentaban al enemigo uno tras otro, impidiéndole masacrar a los fugitivos y cansándolo inexorablemente. Los españoles solían aplastar al enemigo con una carga y, posteriormente, despedazarlo mientras huía, estaban desconcertados. Cuando desbarataron un escuadrón, apareció otro, mientras los fugitivos se reagrupaban y los hombres y los caballos no podían permitirse un momento de descanso.
Durante cinco días la lucha se desarrolló de esta manera, entre salidas y contraataques y los españoles se dieron cuenta de que les sería difícil haber vencido a un enemigo tan astuto. Sin embargo, al sexto día las cosas cambiaron.

### Cambio en la estrategia y asalto a la ciudad
En Lima, los españoles desataron medidas de terror para evitar cualquier traición de parte de sus aliados nativos. Una de las víctimas civiles de tales crímenes fue Mama Asarpay, hija de Huayna Cápac, a quien por orden de Pizarro dieron muerte con el pretexto de haber estado en entendimiento con los atacantes.
Según una Relación Anónima de 1539, Quizu Yupanqui, al sexto día de asedio, reunió a sus capitanes y les dijo:

"Yo quiero entrar hoy en el pueblo y matar todos los españoles que están en él, y tomaremos sus mujeres con quien nosotros nos casaremos y haremos generación fuerte para la guerra, los que fueren conmigo han de ir con esta condición, que si yo muriese mueran todos y si yo huyese huyan todos".

Tras estas palabras, el ejército inca, luciendo sus estandartes y sus indumentos de vistosa policromía, y al compás de sus pututos y tambores, inició el asalto de la ciudad de Lima, al grito de “¡A la mar barbudos!”.

### Muerte de Quizu Yupanqui y retirada inca
Contra toda lógica, Quizu Yupanqui, negando la táctica utilizada hasta aquel momento, desplegó su ejército en la llanura en formación de combate, colocándose, con sus capitanes, a la cabeza de las tropas, transportado en una litera de batalla. Quizu Yupanqui, que iba adelante, cargado en andas, junto con un selecto número de sus capitanes, cruzó el río Rímac, pero cuando ya comenzaba a entrar por las calles de la ciudad, en la zona donde después se elevaría el barrio de Santa Ana, fue emboscado por la caballería española. Según fuentes españolas, Quizu, que combatía desde su litera, recibió un lanzazo en el pecho, que le privó de la vida; la autoría de esa hazaña se le atribuye a Pedro Martín de Sicilia. Los demás jefes incas que acompañaban a Quizu sufrieron la misma suerte. En otras versiones se asegura que Quizu Yupanqui recibió un disparo de arcabuz que le destrozó una pierna, herida que le causó la muerte, cuando ya se hallaba retirado en la meseta de Bombón, cerca al lago Chinchaycocha, en la sierra central del Perú.
A pesar de ello, la lucha continuó por algún tiempo más, aunque con resultados desfavorables a los incas, pues no sólo tenían que enfrentar a la caballería, armas de fuego y ballestas españolas sino también a los miles de aliados indígenas de estos (entre ellos los huaylas, que según una teoría moderna, fueron llamados enviados por Contarhuacho, curaca de Huaylas y madre de Quispe Sisa, la concubina de Pizarro) y un último contingente indígena-español que acudió a Lima para apoyar a los españoles. 
Ante los resultados desfavorables del asalto a la ciudad, los capitanes Páucar Huamán e Illa Túpac, convencidos de la inutilidad de sus esfuerzos, decidieron levantar el cerco y replegarse por el valle del Chillón, obligando a Puyo Vilca hacerlo por el de Lurín.
Envalentonados por el éxito, los defensores de Lima pasaron la noche que venían haciendo planes para el día siguiente, pero por la mañana, para su gran sorpresa, encontraron desiertas las posiciones incas. Al poco llegó un ejército hispano-cañari comandado por Diego de Sandoval y Vilchumlay, cuya presencia había empujado a retirarse a Yupanqui. Según una interpretación del historiador José Antonio del Busto, influyó también en la retirada de las tropas incas el hecho que Manco Inca no les enviara capitanes de relevo (los soldados incas, acostumbrados a la disciplina militar, seguían la costumbre de imponer la retirada al perder a la mayoría de sus jefes). 

### Causas del fracaso del sitio de Lima
Para Juan José Vega, el fracaso del cerco de Lima se debió, fundamentalmente, a la deserción de los huancas y otras etnias, las cuales debían penetrar por el sur en apoyo de Quizu Yupanqui. Los huancas, en especial, se convirtieron en los más entusiastas aliados de los españoles. Los mismos españoles reconocieron que, de haberse puesto en práctica el plan completo de Quizu, no habría sobrevivido ningún español en Lima.